# Haltepunkt München-Freiham
Der Haltepunkt München-Freiham (abgekürzt: München-Freiham Hp) ist ein am 14. September 2013 in Betrieb genommener Haltepunkt der S-Bahn München an der Bahnstrecke München-Pasing–Herrsching. Er liegt an der Bodenseestraße, in unmittelbarer Nähe zum Bildungscampus Freiham.

## Beschreibung
In Vorbereitung eines umfangreichen Wohnbauprojekts in Freiham wurden 2005 Planungen für einen S-Bahn-Halt begonnen. 2012 begannen die Bauarbeiten zur Neueinrichtung eines Haltepunkts rund 1000 Meter östlich des von 1903 bis 1975 im Personenverkehr bedienten Bahnhofs München-Freiham. Die Baukosten betrugen 10,8 Millionen Euro. Diese wurden von der Deutschen Bahn, der Landeshauptstadt München und dem Bayerischen Wirtschaftsministerium, das sich mit 2,3 Millionen Euro beteiligte, getragen. Der Haltepunkt wurde am 14. September 2013 eröffnet.
Er verfügt über zwei 210 Meter lange, auch durch Aufzüge erschlossene Außenbahnsteige mit 140 Metern Überdachung. Der Haltepunkt wird von der S-Bahn-Linie 8 im 20-Minuten-Takt bedient. In der Hauptverkehrszeit von Montag bis Freitag ist er in den 10-Minuten-Takt der S-Bahn integriert. Die Fahrzeit zum Münchner Marienplatz verkürzte sich gegenüber der vorher notwendigen Umsteigebeziehung von 40 auf 22 Minuten. Bereits bei der Erstellung des Jahresfahrplans 2013 waren Fahrzeitreserven beim Halt in Germering-Unterpfaffenhofen eingebaut worden, damit auch nach der Eröffnung des Haltepunkts keine Fahrlagen verändert werden mussten.

## Verkehr
| Linie | Strecke | Taktfrequenz             |
| ----- | --- | ------------------------ |
| S5    | Kreuzstraße – Großhelfendorf – Peiß – Aying – Dürrnhaar – Höhenkirchen-Siegertsbrunn – Wächterhof – Hohenbrunn – Ottobrunn – Neubiberg – Neuperlach Süd – Perlach – Giesing – St.-Martin-Straße – Ostbahnhof – Rosenheimer Platz – Isartor – Marienplatz – Karlsplatz (Stachus) – Hauptbahnhof – Hackerbrücke – Donnersbergerbrücke – Hirschgarten – Laim – Pasing (– Westkreuz – Neuaubing – Freiham – Harthaus – Germering-Unterpfaffenhofen – Geisenbrunn – Gilching-Argelsried – Neugilching – Weßling)  | nur HVZ, 20-Minuten-Takt |
| S8    | Herrsching – Seefeld-Hechendorf – Steinebach – Weßling – Neugilching – Gilching-Argelsried – Geisenbrunn – Germering-Unterpfaffenhofen – Harthaus – Freiham – Neuaubing – Westkreuz – Pasing – Laim – Hirschgarten – Donnersbergerbrücke – Hackerbrücke – Hauptbahnhof – Karlsplatz (Stachus) – Marienplatz – Isartor – Rosenheimer Platz – Ostbahnhof – Leuchtenbergring – Daglfing – Englschalking – Johanneskirchen – Unterföhring – Ismaning – Hallbergmoos – Flughafen Besucherpark – Flughafen München | 20-Minuten-Takt          |